# استان چوتا
استان چوتا (به اسپانیایی: Provincia de Chota) یک استان در پرو است که در منطقه کاخامارکا واقع شده‌است. استان چوتا ۳٬۷۹۵٫۱ کیلومتر مربع مساحت و ۱۴۲٬۹۸۴ نفر جمعیت دارد و ۲٬۳۸۸ متر بالاتر از سطح دریا واقع شده‌است.